# Лігурійська Вікіпедія
Лігурійська Вікіпедія (ліг. Wikipedia Ligure) — розділ Вікіпедії лігурійською мовою. Створена у 2006 році. Лігурійська Вікіпедія станом на 27 березня 2025 року містить 11 383 статті, 17 847 зареєстрованих користувачів, 33 активних дописувачів, 7 адміністраторів
. Загальна кількість сторінок в лігурійській Вікіпедії — 27 845, редагувань — 256 356, завантажених файлів — 18
. Глибина (рівень розвитку мовного розділу) лігурійської Вікіпедії мала і становить 19.3 пунктів
. 

## Історія
- Липень 2006 — створена 100-та стаття[3].
- Жовтень 2006 — створена 1 000-на стаття[3].
- Листопад 2007 — створена 2 000-на стаття[4].